# Seznam rostlin třídy cykasy

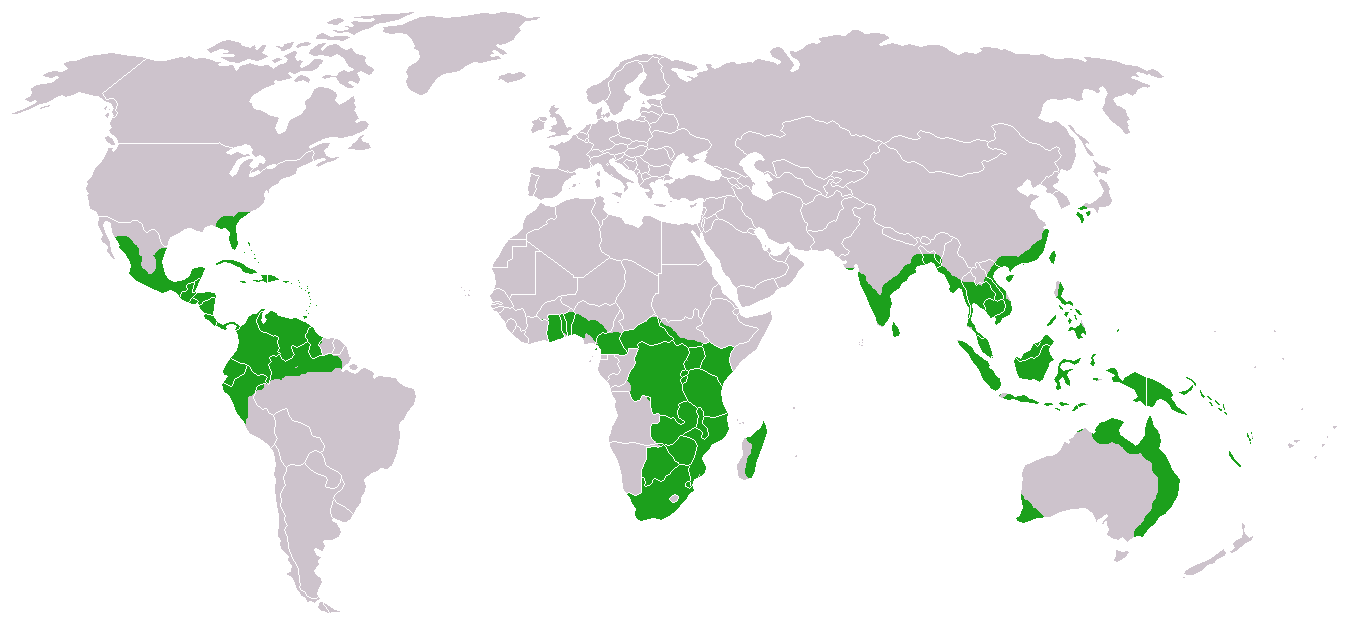
Rozšíření cykasů

V současnosti je popsáno 303 druhů cykasů. Tento počet se přitom za posledních 10 let takřka zdvojnásobil, tak jak byly popisovány nové druhy či rozdělovány příliš široké skupiny na přesněji popsané druhy. Lze očekávat, že počet není konečný a dle některých odhadů může po prozkoumání všech oblastí kde cykasy rostou, dosáhnout až počtu 400. 
Taxonomie cykasů dělí žijící druhy na jediný řád cykasotvaré, tři čeledi a jedenáct rodů. 
Zde najdete Světový seznam cykasů - seznam všech rostlin třídy cykasy členěný podle rodů:

## Světový seznam cykasů

### Bowenia
Rod Bowenia obsahuje pouze 2 druhy:

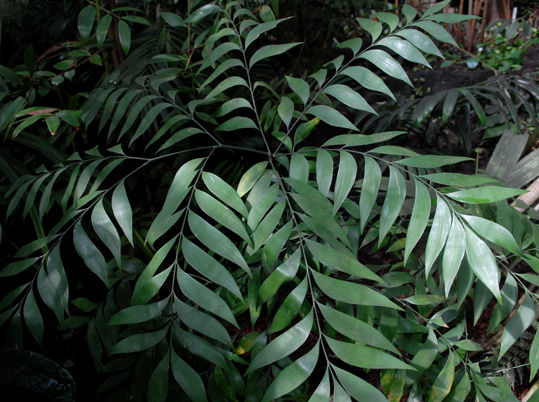
Bowenia spectabilis v pražském skleníku Fata Morgana

Bowenia serrulata, Bowenia spectabilis

### Ceratozamia
Rod Ceratozamia obsahuje 21 druhů:

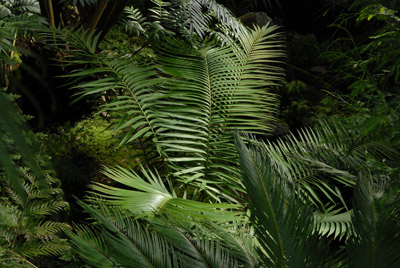
Ceratozamia mexicana v Botanické zahradě Liberec

Ceratozamia alvarezii, Ceratozamia becarrae, Ceratozamia euryphyllidia, Ceratozamia fusco-viridis, Ceratozamia hildae, Ceratozamia huastecorum, Ceratozamia kuesteriana, Ceratozamia latifolia, Ceratozamia matudae, Ceratozamia mexicana, Ceratozamia microstrobila, Ceratozamia miqueliana, Ceratozamia mirandae, Ceratozamia mixeorum, Ceratozamia morettii, Ceratozamia norstogii, Ceratozamia robusta, Ceratozamia sabatoi, Ceratozamia whitelockiana, Ceratozamia zaragozae, Ceratozamia zuquorum

### Chigua - Čigua
Rod Chigua obsahuje pouze 2 druhy:
Chigua bernalii, Chigua restrepoi

### Cycas - Cykas
Rod Cycas obsahuje 98 druhů:

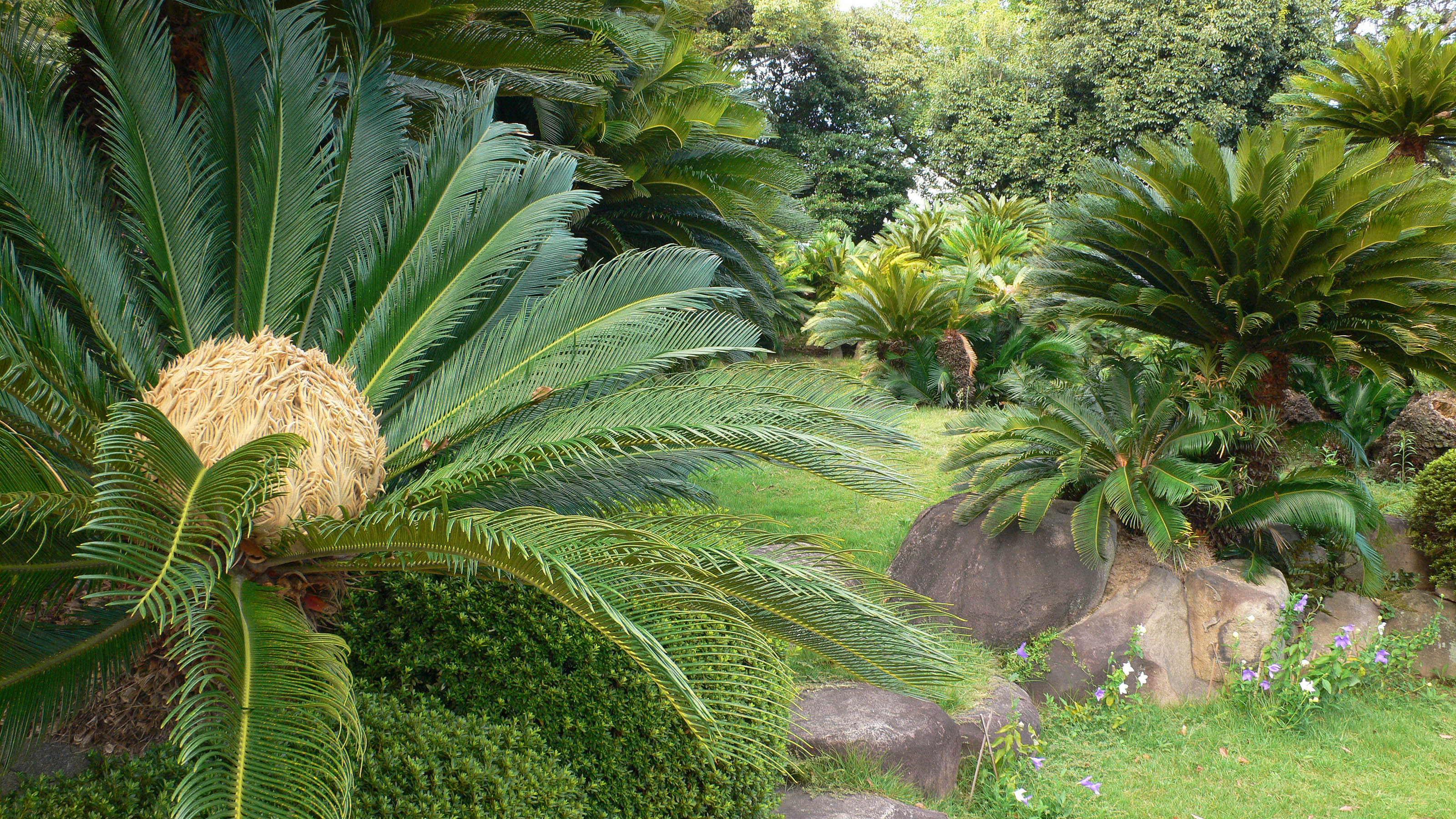
Cycas revoluta se samičí pseudošišticí

Cycas aculeata, Cycas angulata, Cycas apoa, Cycas arenicola, Cycas armstrongii, Cycas arnhemica, Cycas badensis, Cycas balansae, Cycas basaltica, Cycas beddomei, Cycas bifida, Cycas bougainvilleana, Cycas brachycantha, Cycas brunnea, Cycas cairnsiana, Cycas calcicola, Cycas campestris, Cycas canalis, Cycas candida, Cycas chamaoensis, Cycas changjiangensis, Cycas chevalieri, Cycas circinalis, Cycas clivicola, Cycas collina, Cycas condaoensis, Cycas conferta, Cycas couttsiana, Cycas curranii, Cycas debaoensis, Cycas desolata, Cycas diannanensis, Cycas dolichophylla, Cycas edentata, Cycas elephantipes, Cycas elongata, Cycas fairylakea, Cycas falcata, Cycas ferruginea, Cycas fugax, Cycas furfuracea, Cycas guizhouensis, Cycas hainanensis, Cycas hoabinhensis, Cycas hongheensis, Cycas inermis, Cycas javana, Cycas lane-poolei, Cycas lindstromii, Cycas litoralis, Cycas maconochiei, Cycas macrocarpa, Cycas media, Cycas megacarpa, Cycas micholitzii, Cycas micronesica, Cycas multipinnata, Cycas nathorstii, Cycas nongnoochiae, Cycas ophiolitica, Cycas orientis, Cycas pachypoda, Cycas panzhihuaensis, Cycas papuana, Cycas pectinata, Cycas petraea, Cycas platyphylla, Cycas pranburiensis, Cycas pruinosa, Cycas revoluta, Cycas riuminiana, Cycas rumphii, Cycas saxatilis, Cycas schumanniana, Cycas scratchleyana, Cycas seemanii, Cycas segmentifida, Cycas semota, Cycas sexseminifera, Cycas siamensis, Cycas silvestris, Cycas simplicipinna, Cycas sphaerica, Cycas szechuanensis, Cycas taitungensis, Cycas taiwaniana, Cycas tanqingii, Cycas tansachana, Cycas thouarsii, Cycas tropophylla, Cycas tuckeri, Cycas wadei, Cycas xipholepis, Cycas yorkiana, Cycas zeylanica

### Dioon - Dión
Rod Dioon obsahuje 13 druhů:

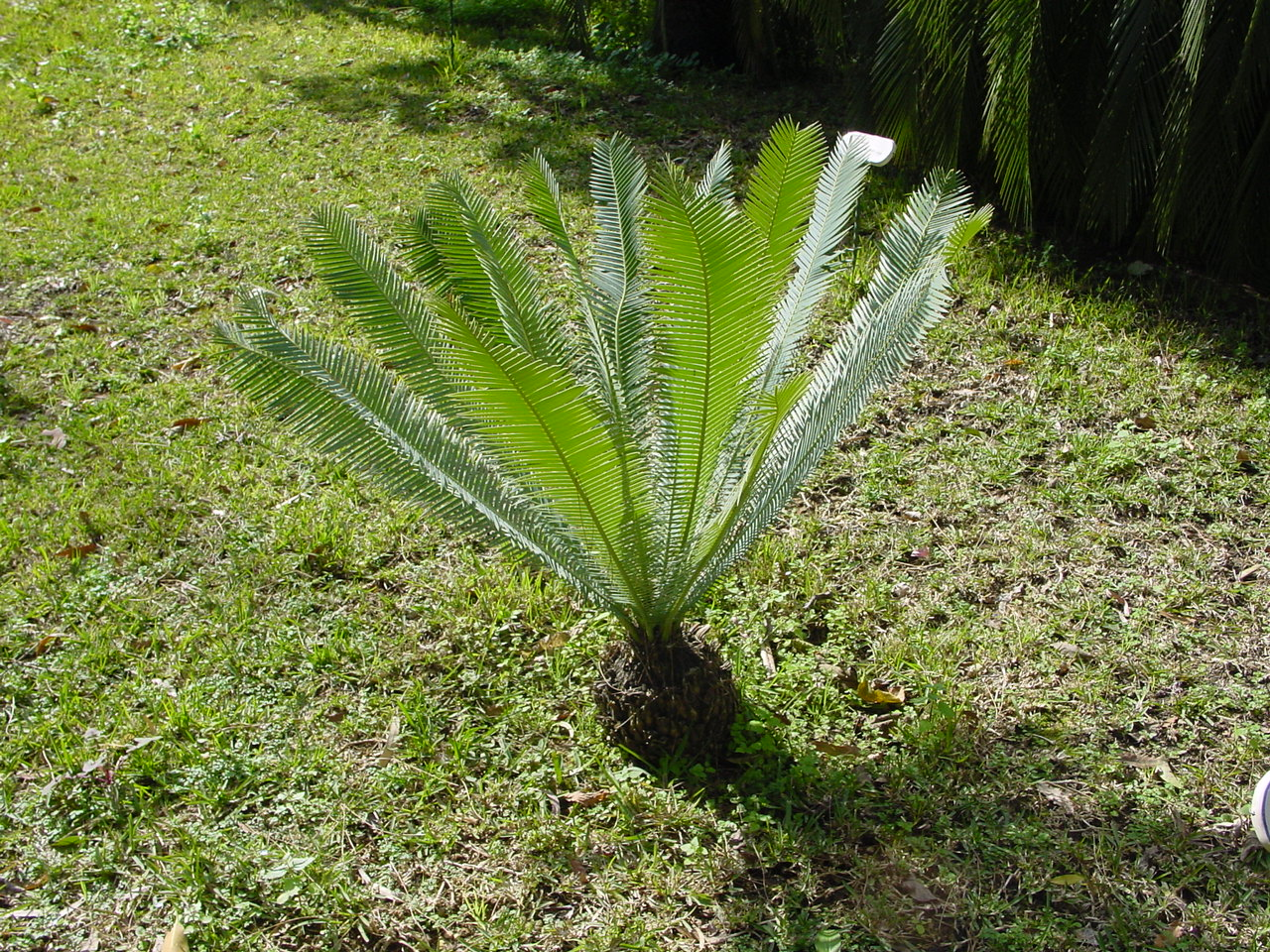
Dioon edule - mladá rostlina

Dioon angustifolium, Dioon argenteum, Dioon califanoi, Dioon caputoi, Dioon edule, Dioon holmgrenii, Dioon mejiae, Dioon merolae, Dioon purpusii, Dioon rzedowskii, Dioon sonorense, Dioon spinulosum, Dioon tomasellii

### Encephalartos - Píchoš
Rod Encephalartos obsahuje 65 druhů:

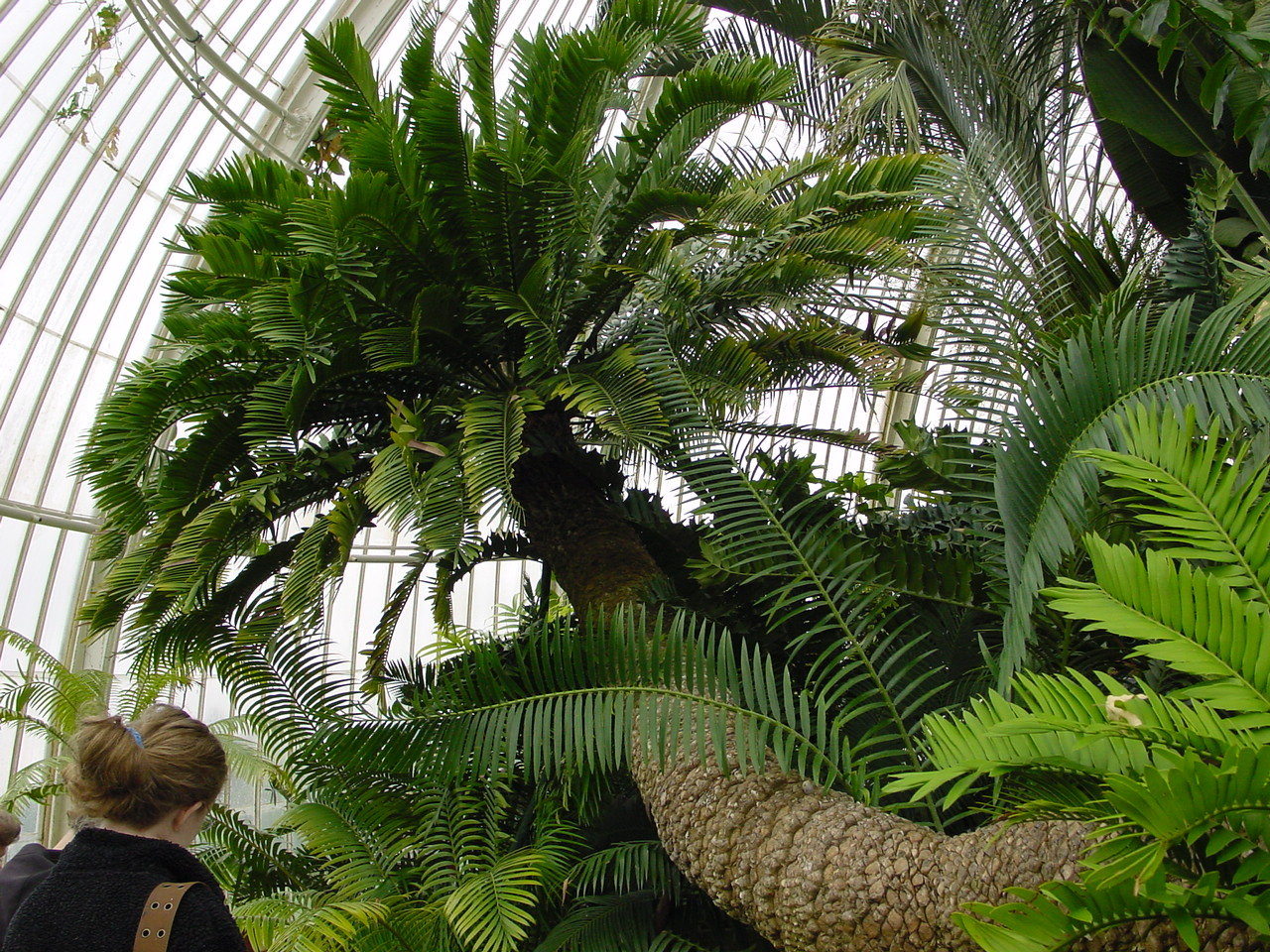
Pravěk ve skleníku - stará rostlina afrického cykasu Encephalartos altensteinii byla do londýnského skleníku přesazena v roce 1775

Encephalartos aemulans, Encephalartos altensteinii, Encephalartos aplanatus, Encephalartos arenarius, Encephalartos barteri, Encephalartos brevifoliolatus, Encephalartos bubalinus, Encephalartos caffer, Encephalartos cerinus, Encephalartos chimanimaniensis, Encephalartos concinnus, Encephalartos cupidus, Encephalartos cycadifolius, Encephalartos delucanus, Encephalartos dolomiticus, Encephalartos dyerianus, Encephalartos equatorialis, Encephalartos eugene-maraisii, Encephalartos ferox, Encephalartos friderici-guilielmi, Encephalartos ghellinckii, Encephalartos gratus, Encephalartos heenanii, Encephalartos hildebrandtii, Encephalartos hirsutus, Encephalartos horridus, Encephalartos humilis, Encephalartos inopinus, Encephalartos ituriensis, Encephalartos kisambo, Encephalartos laevifolius, Encephalartos lanatus, Encephalartos latifrons, Encephalartos laurentianus, Encephalartos lebomboensis, Encephalartos lehmannii, Encephalartos longifolius, Encephalartos mackenziei, Encephalartos macrostrobilus, Encephalartos manikensis, Encephalartos marunguensis, Encephalartos middelburgensis, Encephalartos msinganus, Encephalartos munchii, Encephalartos natalensis, Encephalartos ngoyanus, Encephalartos nubimontanus, Encephalartos paucidentatus, Encephalartos poggei, Encephalartos princeps, Encephalartos pterogonus, Encephalartos schaijesii, Encephalartos schmitzii, Encephalartos sclavoi, Encephalartos senticosus, Encephalartos septentrionalis, Encephalartos tegulaneus, Encephalartos transvenosus, Encephalartos trispinosus, Encephalartos turneri, Encephalartos umbeluziensis, Encephalartos villosus, Encephalartos whitelockii, Encephalartos woodii

### Lepidozamia
Rod Lepidozamia obsahuje pouze 2 druhy:
Lepidozamia hopei, Lepidozamia peroffskyana

### Macrozamia
Rod Macrozamia obsahuje 40 druhů:

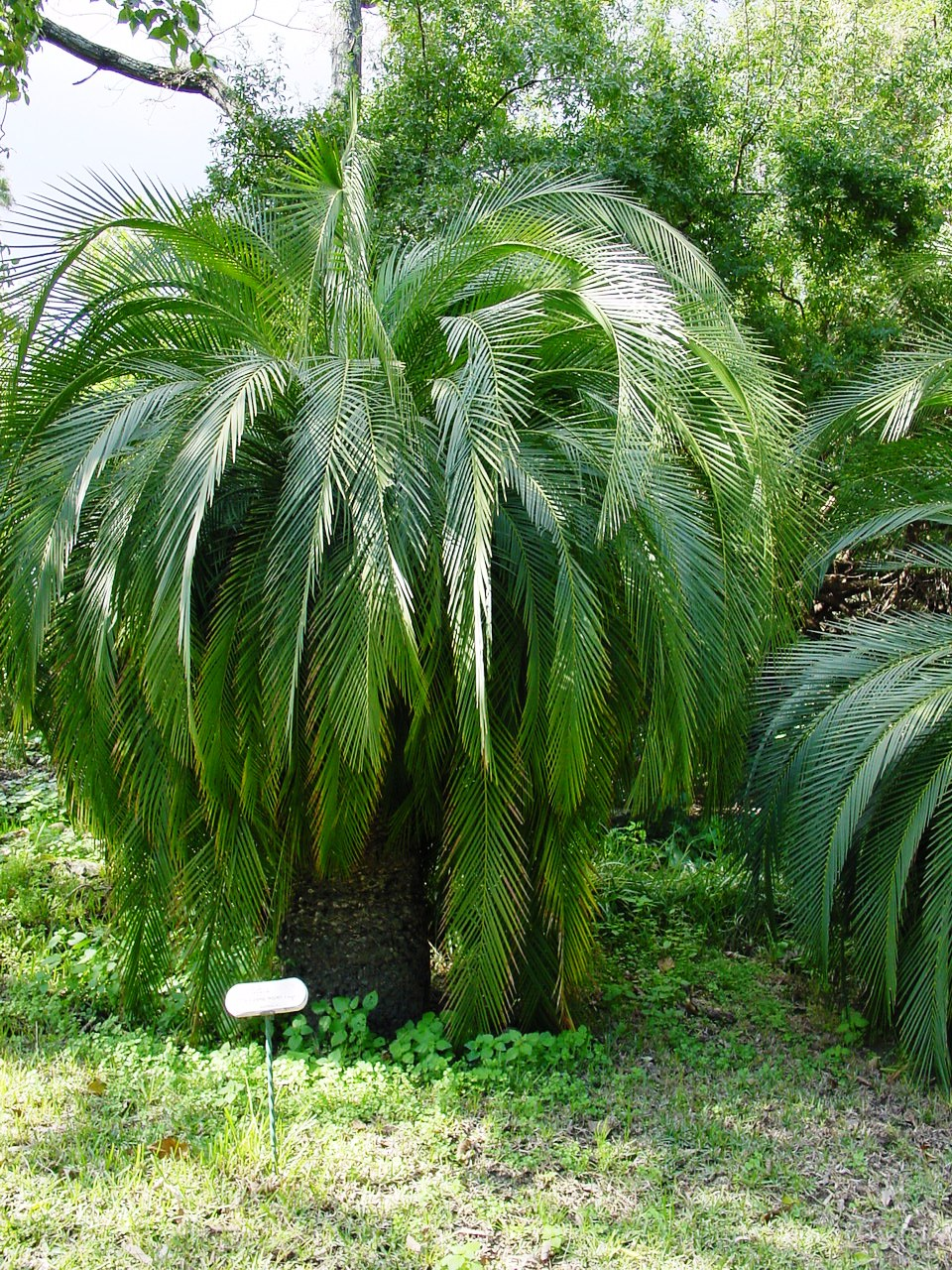
Macrozamia moorei je s max. 7 metry nejvyšší makrozamií

Macrozamia cardiacensis, Macrozamia communis, Macrozamia concinna, Macrozamia conferta, Macrozamia cranei, Macrozamia crassifolia, Macrozamia denisoni, Macrozamia diplomera, Macrozamia douglasii, Macrozamia dyeri, Macrozamia elegans, Macrozamia fawcettii, Macrozamia fearnsidei, Macrozamia flexuosa, Macrozamia fraseri, Macrozamia glaucophylla, Macrozamia heteromera, Macrozamia humilis, Macrozamia johnsonii, Macrozamia lomandroides, Macrozamia longispina, Macrozamia lucida, Macrozamia macdonnellii, Macrozamia macleayi, Macrozamia miquelii, Macrozamia montana, Macrozamia moorei, Macrozamia mountperriensis, Macrozamia occidua, Macrozamia parcifolia, Macrozamia pauli-guilielmi, Macrozamia platyrachis, Macrozamia plurinervia, Macrozamia polymorpha, Macrozamia reducta, Macrozamia riedlei, Macrozamia secunda, Macrozamia serpentina, Macrozamia spiralis, Macrozamia stenomera, Macrozamia viridis

### Microcycas
Rod Microcycas obsahuje pouze 1 druh:
Microcycas calocoma

### Stangeria
Rod Stangeria obsahuje pouze 1 druh:
Stangeria eriopus

### Zamia - Keják
Rod Zamia obsahuje 58 druhů:

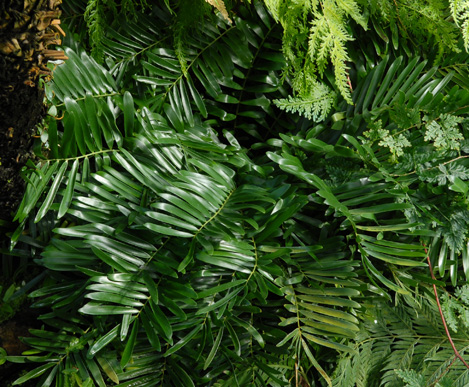
Zamia integrifolia v Botanické zahradě Liberec

Zamia acuminata, Zamia amazonum, Zamia amblyphyllidia, Zamia amplifolia, Zamia angustifolia, Zamia boliviana, Zamia chigua, Zamia cremnophila, Zamia cunaria, Zamia disodon, Zamia dressleri, Zamia elegantissima, Zamia encephalartoides, Zamia fairchildiana, Zamia fischeri, Zamia furfuracea, Zamia gentryi, Zamia herrerae, Zamia hymenophyllidia, Zamia inermis, Zamia integrifolia, Zamia ipetiensis, Zamia kickxii, Zamia lacandona, Zamia lecointei, Zamia loddigesii, Zamia lucayana, Zamia macrochiera, Zamia manicata, Zamia melanorrhachis, Zamia montana, Zamia monticola, Zamia muricata, Zamia neurophyllidia, Zamia obliqua, Zamia paucijuga, Zamia picta, Zamia poeppigiana, Zamia polymorpha, Zamia portoricensis, Zamia prasina, Zamia pseudomonticola, Zamia pseudoparasitica, Zamia pumila, Zamia purpurea,  Zamia pygmaea, Zamia roezlii, Zamia skinneri, Zamia soconuscensis, Zamia spartea, Zamia standleyi, Zamia tuerckheimii, Zamia ulei, Zamia urep, Zamia variegata, Zamia vazquezii, Zamia verschaffeltii, Zamia wallisii